# Byambyn Rinchen
Yünsiyebü Byambyn Rinchen (En cirílico: "Еншөөбү овогт Бямбын Ринчен" o "Ринчин"), También conocido como Rinchen Bimbaev en Rusia (1905 - 1977). Autor y académico mongol. Fue uno de los fundadores de la literatura mongola moderna. Tradujo al mongol varios autores de Occidente y cultivó estudios en otras áreas como la lingüística, la historia y la etnografía.

## Vida
Byambyn Rinchen nació en 1905, en lo que actualmente es el distrito de Altanbulag, en el aymag  (provincia mongola) de Selengue. Descendía de la antigua aristocracia de los Yunshiyebu (Yünsiyebü).
Perteneció a los escritores más importantes de su país. Debutó en 1923 en la prensa literaria, y sus poesías, novelas, ensayos e historias cortas han tenido un impacto significativo en el desarrollo de la literatura mongola.
Cursó estudios en Europa, concretamente en Leningrado (hoy San Petersburgo), a los veinte años y se doctoró en 1956 por la Universidad Eötvös Loránd de Budapest. Fue durante dicha estancia que promovió los primeros conocimientos de la lengua mongola en Occidente. También escribió en francés.
Fue el primer editor del diario "Noticias de Mongolia".
Murió en 1977 en Ulán Bator, la capital de Mongolia. Posee un monumento en la entrada de la biblioteca central de aquella ciudad.

## Obra como autor y traductor
Como lingüista y traductor Rinchen dominaba los idiomas ruso, checo, francés, inglés, alemán, esperanto y polaco. 
Fue autor de varias novelas e historias cortas, incluyendo obras consideradas como clásicos en la literatura mongola moderna, tales como: "Anu Hatan" (La Reina Anu), "Ber Ceceg" (La Flor y la Novia), "Nuucyg Zadruulsan Zahia" (Carta de traición) y "Shüherch Buniya" (Buniya, el paracaidista).
Gozan también de renombre su serie de novelas históricas que comprenden: "Zaan Zaluudai" (ambientado en la prehistoria), "Ih Nuudel" (La gran migración, novela sobre los hunos), "Sandoo Amban" (situada a inicios del siglo XX) y su novela "Üüriin tuyaa" ("Amanecer", sobre la revolución y la historia mongola reciente al momento) que se publicó en ruso y checo.
Como traductor llevó a las letras mongolas obras de Gorki, Mayakovsky, Shólojov, Maupassant y Hikmet, popularizándolos y haciéndoles más accesibles en Mongolia.
Entre otras obras, tradujo del polaco al mongol: poemas selectos de Adam Mickiewicz (1955), "Cenizas y Diamantes" de Jerzy Andrzejewski (1978) y "Nuevo Amor" (Nowa miłość i inne opowiadania) de Jarosław Iwaszkiewicz.
También inició la traducción de "Pan Tadeusz", poema épico de Mickiewicz. Józef Ignacy Kraszewski representó un impacto en su propio historial de trabajo.
Recibió la medalla al "Mérito de la Cultura Polaca".
También escribió la película "Chogtu Hong Tayiji" que le valió un premio de Estado a mediados de la década de 1940. A saber donó todo el dinero de este premio para ayudar a huérfanos de Leningrado.

## Trabajos como académico
Rinchen también se especializó en otras ramas del estudio del idioma. Fue miembro de la Academia de Ciencias de Mongolia y en 1956 se doctoró en Lingüística por la Universidad Eötvös Loránd de Budapest con su "Gramática del mongol escrito".
Entre 1964 y 1967 trató temáticas como la lengua mongola en general, la fonología y escritura históricas y contemporáneas, y la etimología y morfología.
En 1969 publicó una gramática del hamnigan, una lengua mongola. Para 1979 el "Atlas de la Etnografía y Lingüística Mongolas", obra preparada bajo su guía, se convertiría en uno de los trabajos más importantes de la dialectología en Mongolia tras su publicación póstuma a Rinchen.
Rinchen también publicó diversos materiales sobre el chamanismo en Mongolia, documentos sobre lingüística histórica y folclor.
Su trabajo en ciencias fue traducido al inglés.